# Politische Psychologie - Journal of Political Psychology
Politische Psychologie - Journal of Political Psychology ist eine zweisprachige  Fachzeitschrift für das interdisziplinäre Wissenschaftsfeld der Politischen Psychologie. Die mit Beiträgen in Deutsch und Englisch erscheinende Zeitschrift folgte 2006 der Zeitschrift für Politische Psychologie nach. Die Redaktion ist an der Psychologischen Hochschule Berlin bei Siegfried Preiser angesiedelt und wird von Pabst Science Publishers aus Lengerich verlegt.
Die Publikation erscheint zweimal jährlich mit tatsächlich verbreiteter Auflage von 580 Stück. Das Journal ist das offizielle Organ der Sektion Politische Psychologie im Berufsverband Deutscher Psychologinnen und Psychologen (BDP) und der Walter-Jacobsen-Gesellschaft e.V. für Politische Bildung und Politische Psychologie (WJG). Sie folgt darin der von 1993 bis 2006 herausgegebenen Zeitschrift für Politische Psychologie.
Die Beiträge unterliegen dem Peer-Review-Verfahren. Die Zeitschrift ist interdisziplinär (z. B. Psychologie, Politikwissenschaft, Soziologie, Pädagogik) und soll zu einem erweiterten Verständnis der Politischen Psychologie beitragen.  Auch die Verbindung zwischen Theorie und Praxis soll gestärkt werden und neue, innovative Themen, Methoden und Forschungsvorhaben werden unterstützt. Drei Beitragstypen sind möglich: Artikel und  Analysen, Projekt- und Praxisberichte sowie Mitteilungen und Buchrezensionen. Beiträge können in deutscher oder englischer Sprache publiziert werden.